# 2009 외인구단
《2009 외인구단》은 2009년 5월 2일부터 2009년 6월 21일까지 방송 되었던 MBC 주말 특별 기획 드라마이다. 대한민국 내 방영은 당초 20부작으로 예정되었지만, 본격적인 야구 전개보다는 구시대적인 멜로 이야기와 진부한 스토리 전개로 시청자들의 관심 밖에서 밀려나 부진을 면치 못하자 16부작으로 조기 종영되었다.
이후, 제작사에서는 추가 촬영과 재편집을 거쳐 22부작으로 재제작하였다. 이 방영분은 2010년 3월 18일부터 일본 내에서는 후지 TV의 위성 채널인 CS-TWO에서 방영되며, 대한민국 내에서는 온라인 웹하드 150여 곳을 통해 공개된다.
한편, MBC가 해당 드라마를 불법유통한 사실이 알려졌고 이 과정에서 제작사 그린시티픽쳐스는 빚을 감당하지 못해 도산해야 했다.

## 등장 인물

### 주요 인물
- 윤태영 - 오혜성 (아역 : 백승도)
- 김민정 - 최엄지 (아역 : 최혜경)
- 박성민 - 마동탁 (아역 : 이풍운)
- 송아영 - 최현지 (아역 : 김예원)
- 이계인 - 오대식 (혜성 아버지)
- 금보라 - 엄지/현지 어머니

### 외인구단
- 임현성 - 백두산 (포수) (아역 : 김덕영)
- 문영동 - 나경도 (내야수)
- 이한솔 - 하극상 (외야수)
- 이정준 - 최관 (외야수, 외인구단 주장)
- 박정학 - 조상구 (투수)
- 김호승 - 배도협 (타자)
- 전인택 - 손병호 (외인구단 감독)
- 리처드 장 - 신기수

### 서부 울브스 구단
- 조의제 - 황영 (투수)
- 조찬형 - 조찬형
- 조문의 - 서부 울브스 구단 코치
- 오성열 - 서부 울브스 구단 감독
- 홍순창 - 서부그룹 회장

### 유성 다이나믹스 구단
- 하재이 - 윤미선
- 최익성 - 박용수 (동탁 선배)
- 김응석 - 유성 다이나믹스 구단 감독
- 이현경 - 유성 어패럴 실장

### 그외 인물
- 이매리 - 홍정희 (스포츠부 여기자)
- 김세준 - 엄지, 현지 아버지
- 심진화 - 심진아 (현지 친구)
- 임유진 - 영순 / 제니
- 홍충민 - 상구 처
- 최원홍 - 상구 외아들 조동기
- 김현철 - 방송국 PD
- 김관기 - 이칠성 (아역 : 이준용)
- 김기두 - 칠성 수하
- 김완태 - 야구 캐스터
- 김성주 - 야구 캐스터
- 한만정 - 야구 해설위원
- 허구연 - 야구 해설위원

## 시청률
최저 시청률과 최고 시청률은 시청률 조사회사와 지역별로 시청률에 차이가 있을 수 있습니다.
| 제1회  | 5월 2일  | 7.8%  | 7.1% |
| 제2회  | 5월 3일  | 7.4%  | 7.7% |
| 제3회  | 5월 9일  | 9.7%  | 9.1% |
| 제4회  | 5월 10일 | 6.9%  | 7.1% |
| 제5회  | 5월 16일 | 9.4%  | 8.3% |
| 제6회  | 5월 17일 | 7.6%  | 7.3% |
| 제7회  | 5월 23일 | 4.1%  | 3.6% |
| 제8회  | 5월 24일 | 6.1%  | 5.8% |
| 제9회  | 5월 30일 | 8.1%  | 7.4% |
| 제10회 | 5월 31일 | 8.9%  | 7.5% |
| 제11회 | 6월 6일  | 10.1% | 9.8% |
| 제12회 | 6월 7일  | 8.8%  | 8.7% |
| 제13회 | 6월 13일 | 10.6% | 9.5% |
| 제14회 | 6월 14일 | 8.1%  | 7.2% |
| 제15회 | 6월 20일 | 8.7%  | 8.8% |
| 제16회 | 6월 21일 | 9.6%  | 7.7% |

## OST
| #   | 제목                         | 작사   | 작곡                                  | 가수   | 재생 시간 |
| --- | ---------------------------- | ------ | ------------------------------------- | ------ | --------- |
| 1.  | 〈2009 외인구단 Main Title〉 |        | 임하영                                |        |           |
| 2.  | 〈눈물로 하룰 살아도〉       | 진영섭 | 임하영                                | 한경일 |           |
| 3.  | 〈그러는 그대는〉            | 조현주 | 이영준                                | IU     |           |
| 4.  | 〈너의 이름〉                | 조현주 | 이영준                                | HUN    |           |
| 5.  | 〈내 사랑 이야기〉           | eP     | 임하영                                | eP     |           |
| 6.  | 〈난 너에게〉                | 허율   | 정성조                                | 김세영 |           |
| 7.  | 〈Loving U〉                 | 진영섭 | 김성율                                | HUN    |           |
| 8.  | 〈세상의 중심에서〉          | 조현주 | 세 개의 시선 (조현주, 이영준, 정승일) | 박완규 |           |
| 9.  | 〈난 너에게〉                | 허율   | 정성조                                | 김민정 |           |
| 10. | 〈Baseball Theme〉           |        | 임하영                                |        |           |
| 11. | 〈Love Theme〉               |        | 임하영                                |        |           |
| 12. | 〈Childhood Memories〉       |        | 임하영                                |        |           |
| 13. | 〈Horizon〉                  |        | 임하영                                |        |           |
| 14. | 〈Mission〉                  |        | 임하영                                |        |           |
| 15. | 〈Friendship〉               |        | 유종현                                |        |           |
| 16. | 〈Sadness〉                  |        | 임하영                                |        |           |
| 17. | 〈My Father〉                |        | 임하영                                |        |           |
| 18. | 〈Man Child〉                |        | 임하영                                |        |           |

## 제작진
- 기획 : 이재동
- 제작 : 현병엽, 신동훈
- 원작 : (주)크릭앤리버, 이현세, 김민기
- 크리에이터 : 황미나
- 극본 : 김인숙
- 총괄지휘 : 박복만
- 제작총괄 : 이경석
- 프로듀서 : 하승민
- 제작부장 : 권성태
- 연출 : 송창수
- 조연출 : 송경화, 박현수
- 연출부 : 박민혁, 홍해석, 이상우
- 제작지원 : 더블유 저축은행, 헤드, 인천광역시청, 경기도 수원시청, 경상북도 포항시청
- 제작협조 : 한국콘텐츠진흥원, 경상북도청, 경인일보, KBO, 삼화두리저축은행, 파인비치호텔
- 장소협조 : 인천도시개발공사, 서일대학, 인천광역시 옹진군 승봉도, 가천길재단, FNC 코오롱, 이토타워

## 참고 사항
- 당초 최민수가 손병호 감독 역으로 낙점되었지만 2008년 4월 70대 노인을 폭행하고 불구속 입건된 전과[8] 때문에 하차했으며 이 과정에서 2008년 첫 방영될 것이 2009년으로 미뤄졌고 이요원[9] 등이 거론된 엄지 역에는 김민정이 낙점됐다.